# Walter Dick (Fotograf)
Walter Dick (* 20. Juni 1914 in Köln; † 29. Juni 1976 ebenda) war ein deutscher Fotograf und Bildberichterstatter. Dick gehörte neben August Sander und Hermann Claasen zu den Fotografen, die am Ende des Zweiten Weltkrieges den Zustand Deutschlands – er am Beispiel Kölns – beeindruckend dokumentierten. Seine Fotografien zeigten in vielen Büchern und Filmbeiträgen die Zerstörung, den Wiederaufbau und das Leben der Menschen in den Nachkriegsjahren. Dick hat ein Archiv mit mehr als 80.000 Negativen aus den Jahren 1945 bis 1970 hinterlassen. Dieses wird von der Bild & Rahmen Werkladen OHG in Köln verwaltet.

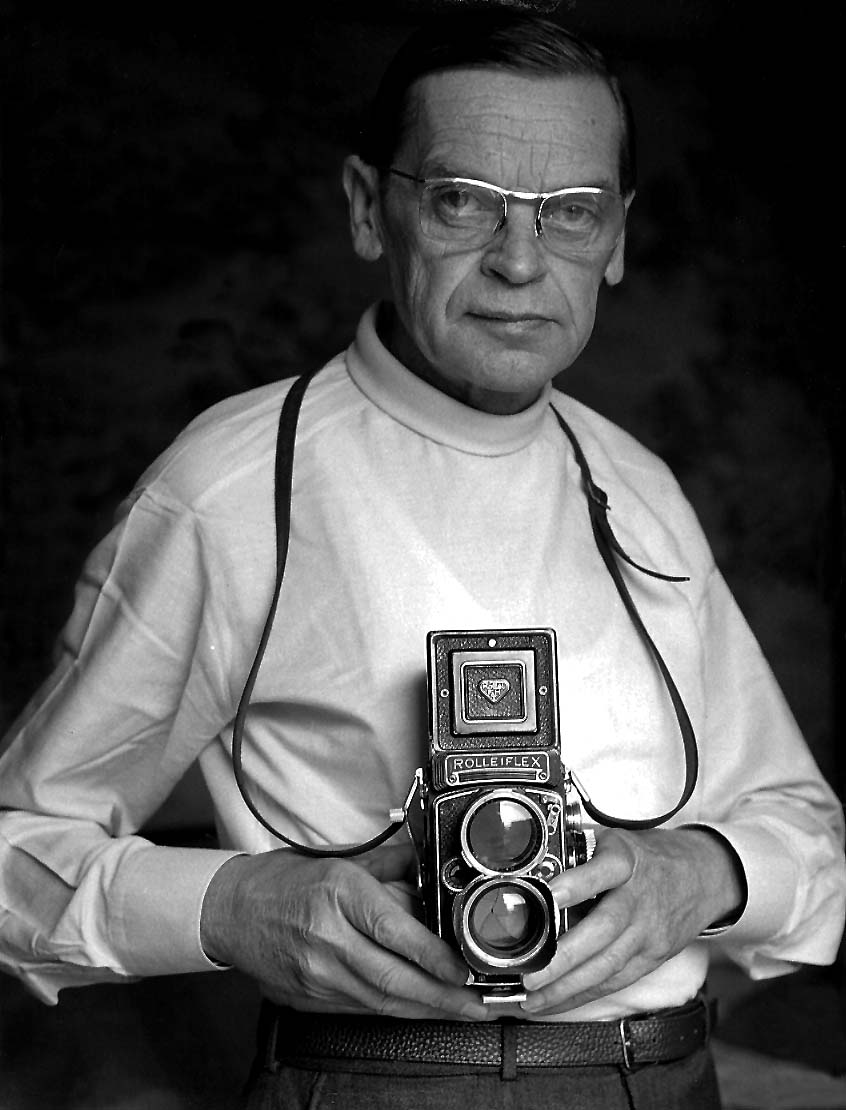
Walter Dick 1968

## Leben und Fotografie
Ohne Vater, der 1915 im Ersten Weltkrieg in Frankreich starb, wuchs Dick in Köln unter ärmlichen Verhältnissen auf. In der Nachkriegszeit besuchte er eine Volksschule in Köln und wechselte ohne eine weiterführende Schule in eine Hilfsarbeit beim Verlag DuMont Schauberg. Hier erkannte man früh sein fotografisches Talent, und er schlug eine fotojournalistische Laufbahn beim Bilderdienst der Kölnischen Zeitung von 1929 bis 1935 ein.
Wegen der Olympischen Spiele 1936 zog Dick nach Berlin, wo er von 1936 bis 1938 als Fotojournalist für den Berliner Bilderdienst tätig war. Hier lernte er auch Werner Höfer kennen, der in seinem späteren Leben und Arbeiten immer wieder eine Rolle spielte.
1939 fotografierte Walter Dick im Auftrag der italienischen Regierung für einen Bildband in Libyen, wurde dann aber zum Kriegsdienst in Nordafrika einberufen. Ab September 1939 berichtete er von den Kriegsschauplätzen des Zweiten Weltkrieges. Im September 1944 heiratete er in Belgrad Annaliese Zehl, die er während seiner Arbeit dort kennenlernte.

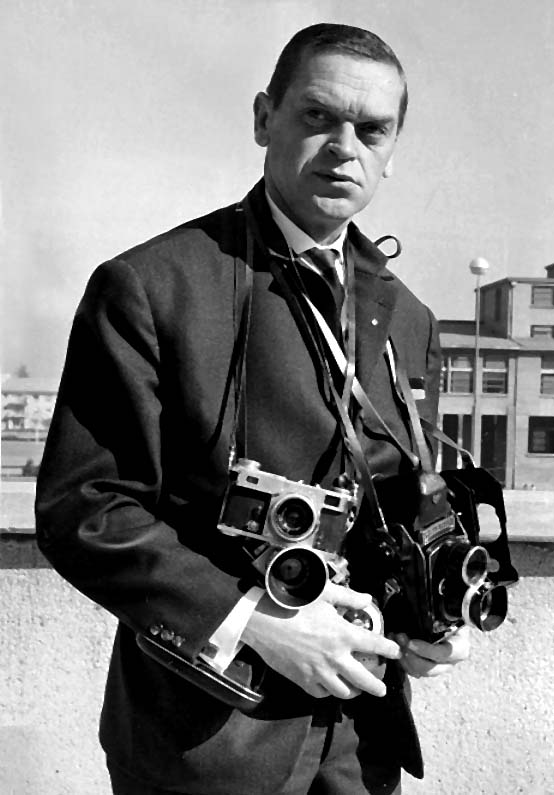
Walter Dick 1962 bei einer Sportreportage

Nach seiner Rückkehr aus englischer Kriegsgefangenschaft im September 1945 entstanden seine Bilder vom zerstörten Köln und dem Aufbauwillen der Bevölkerung. Für das Nachrichtenamt der Stadt Köln fertigte er zeitgleich mit seinen Kollegen Hermann Claasen, Chargesheimer und Peter Fischer eine große Anzahl dokumentarischer Fotos von den Kriegszerstörungen in seiner Heimatstadt an.
Er arbeitete als freier Fotojournalist für Kölner Tageszeitungen, für die Neue Illustrierte, Neue Rhein Zeitung und für viele andere Fach- und Sportzeitungen.
Walter Dick prägte in der Phase des Wiederaufbaus und später den Fotojournalismus in der Bundesrepublik Deutschland entscheidend mit. Veröffentlichungen in Spiegel, Stern und Welt unterstrichen die Qualität seiner Arbeiten. Er erhielt mehrere Auszeichnungen, u. a. auch den internationalen Preis world press photo 1964. Seiner Buchpublikation über die Erste deutsche Radrundfahrt im Jahre 1949 folgte 1965 der Bildband Zeit der Ruinen über das zerstörte Köln.
1965 machte Walter Dick mit einer großen Fotoausstellung im Kölner Gürzenich mit Bildern der Nachkriegsjahre auf die Jahre der Not aufmerksam; die zweite Auflage des Buches Zeit der Ruinen erschien im gleichen Jahr. Es folgten u. a. Ausstellungen im Landschaftsverband von Nordrhein-Westfalen, im Verkehrsamt der Stadt Köln und in der Dresdner Bank. Eine Dokumentation über den Kölner Karneval schloss sich im Jahre 1972 an. Beim Westdeutschen Rundfunk Köln begann schon 1956 seine Mitarbeit für Hörfunk und Hörspiel; später auch für das NRW-Regional-Fernsehen und die ARD-Programme sowie für die WDR-Pressestelle.
Zum 100. Geburtstag richtete die Werkladen Conzen Kunst Service GmbH 2014 in Köln eine umfangreiche Fotoausstellung mit Motiven aus der Zeit von 1945 bis 1960 aus. Thematischer Schwerpunkt waren dabei viele bisher unveröffentlichte Fotografien von Menschen aus dieser Zeit. Die Ausstellung ist nach Beendigung dauerhaft online bei Bilderbuch Köln zu sehen.
Seit 2020 gibt es eine Dauerausstellung mit Motiven von Walter Dick aus der Zeit 1945 bis 1950 bei Bild & Rahmen Werkladen in Köln, wo auch die weitere Digitalisierung des Archivs vorgenommen wird.

## Werke
Zu Lebzeiten veröffentlichte Werke

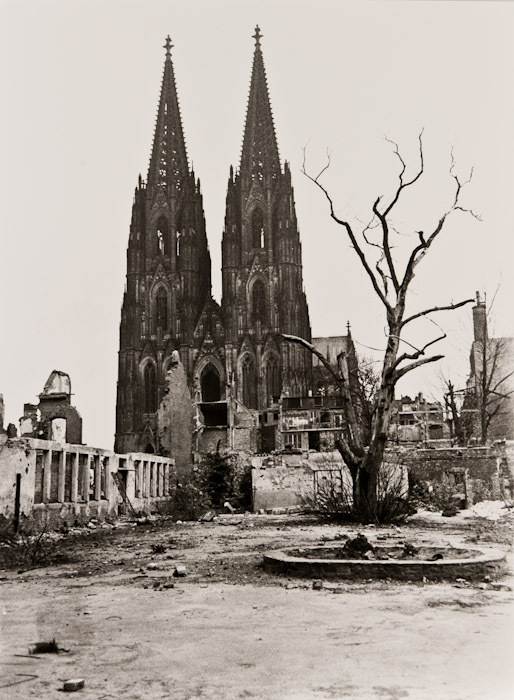
Zerstörte Kölner Innenstadt 1946 mit Blick auf den Dom

- Walter Dick: Erste deutsche Radrundfahrt, Köln 1949
- Der Bildjournalist – Werkzeitschrift der Agfa AG: Beiträge zum Photojournalismus von E. J. Klinsky, Horst Haas, Dieter Hespe, Niels Reuter, Eduard Roth, Hans Truöl und Klaus Kallmorgen sowie Textbeitrag zur Sportphotographie ´Hurra, ein Tor!´ von Walter Dick, Leverkusen, Heft 1/1958
- Hans Schmitt-Rost: Das Bilderbuch von Köln, Photos von Walter Dick, Greven Verlag, Köln 1960
- Curt Becker: Stadt, du darfst nicht sterben, M. DuMont Schauberg, 1970
- Hans Schmitt-Rost, Walter Dick, Heinrich Böll: Zeit der Ruinen, Kiepenheuer & Witsch, Köln 1965, Online-Ausgabe

Postum herausgegebene Werke
- der themendienst: Menschen im Aufbruch, Köln 1995
- Walter Dick, Dieter Wellershoff: Köln – Stadt im Aufbruch, Kiepenheuer & Witsch, Köln 2002
- Ulrich Hermanns, Dietrich Maguhn, Frank Warda: Walter Dick: Kölner Menschen 1945–1960, emons Verlag 2014, ISBN 978-3-95451-050-4